# Ashley Lawrence
Ashley Lawrence (Toronto, 11 de junho de 1995) é uma futebolista canadense que atua como meia. Atualmente joga no Chelsea.

## Carreira
Ashley Lawrence integrou a Seleção Canadense de Futebol Feminino que conquistou a medalha de bronze nos Jogos Olímpicos de Verão de 2016.